# Journal für praktische Chemie
Il Journal für praktische Chemie (1834–2000, vol. 1–342) è stata una rivista scientifica di lingua tedesca per la chimica. La rivista è stata fondata nel 1828 da Otto Linné Erdmann (1804–1869) e si chiamava Journal für technische und ökonomische Chemie (1828–1833, vol. 1–18), la più antica rivista commerciale di chimica in Germania.
Dal 1828 (con il titolo originale) al 1869 il comitato degli editori era formato da Erdmann, insieme a Franz Wilhelm Schweigger-Seidel (1833-1838), a Richard Felix Marchand (1839-1850) ed a Gustav Werther (1853-1869). Dal 1870 al 1884 il caporedattore è stato Hermann Kolbe. Dal 1879 al 1884 Ernst von Meyer era un redattore sotto Kolbe e diventa caporedattore dopo la morte di Kolbe nel 1884 continuando questa professione fino alla sua morte nel 1916. All'inizio del 1917 il comitato editori era formato da Julius Bredt, Theodor Curtius, Karl Elbs, Otto Fischer (1852–1932), Fritz Foerster, e dai capi-redattori Berthold Rassow e August Darapsky. All'inizio del 1953 la rivista veniva pubblicata o stampata dalla Chemische Gesellschaft der DDR.
Nel 1992 il Journal für praktische Chemie si fonde con la Chemiker-Zeitung (periodico fondato nel 1877). Nel 2001 il Journal für praktische Chemie viene assorbito dalla rivista Advanced Synthesis & Catalysis pubblicato dalla Wiley-VCH Verlag a Weinheim.